# Купуємо Юпітер та інші історії
«Купуємо Юпітер та інші історії» (англ. Buy Jupiter and Other Stories) — збірка науково-фантастичних оповідань американського письменника Айзека Азімова, опублікувана в 1975 році американським видавництвом «Doubleday».

## Зміст
| Назва                   | назва                     | рік  | тема |
| ----------------------- | ------------------------- | ---- | ---- |
| Дарвіністична більярдна | Darwinian Pool Room       | 1950 |      |
| День мисливців          | Day of the Hunters        | 1950 |      |
| Шах Ґвідо Ґ.            | Shah Guido G.             | 1951 |      |
| Баттон, Баттон          | Button, Button            | 1953 |      |
| Палець мавпи            | The Monkey's Finger       | 1953 |      |
| Еверест                 | Everest                   | 1953 |      |
| Пауза                   | The Pause                 | 1954 |      |
| Давай не будемо         | Let's Not                 | 1954 |      |
| Всі — дослідники        | Each an Explorer          | 1956 |      |
| Порожнеча!              | Blank!                    | 1957 |      |
| Чи переймається бджола? | Does a Bee Care?          | 1957 |      |
| Дурні віслюки           | Silly Asses               | 1958 |      |
| Купуємо Юпітер          | Buy Jupiter               | 1958 |      |
| Пам'ятник батьку        | A Statue for Father       | 1959 |      |
| Не йди, не йди, дощику  | Rain, Rain, Go Away       | 1959 |      |
| Батько-засновник        | Founding Father           | 1965 |      |
| Вигнання до пекла       | Exile to Hell             | 1968 |      |
| Ключовий пункт          | Key Item                  | 1968 |      |
| Правильне вивчення      | The Proper Study          | 1968 |      |
| 2430 A.D.               | 2430 A.D.                 | 1970 |      |
| Найбільша цінність      | The Greatest Asset        | 1972 |      |
| Візьми сірник           | Take a Match              | 1972 |      |
| Тіотімолін до зірок     | Thiotimoline to the Stars | 1973 |      |
| Світловірші             | Light Verse               | 1973 |      |